# كرسول متجمع
كرسول عنقودي (الاسم العلمي:Crassula glomerata) هو نوع نباتي يتبع جنس الكرسول من فصيلة الكرسولية.